# Bethwell Allan Ogot
Bethwell Allan Ogot, né le 3 août 1929 à Gem-Yala, non loin de Kisumu et mort le 30 janvier 2025, est un historien kényan d'origine luo.

## Biographie

### Études
Après sa scolarité fondamentale à l'Ambira School, ses études secondaires ont été effectuées à la Maseno High School et au Makerere University College, à Kampala où il obtint un diplôme de professeur en mathématique avant de modifier son cursus et de poursuivre à la School of History de l'université de St Andrews en Écosse.
Alors qu'il était déjà lecteur au Makerere University College, il reprend ses études et réussit, en 1965, sa maitrise en droit et sciences sociales à l'École des études orientales et africaines (un des 19 Colleges formant l'université de Londres).

### Carrière
Il fut :
- lecteur au Makerere University College;
- professeur d'histoire, fondateur et directeur de l'institut d'études de l'Afrique puis doyen et vice-chancelier de la faculté des arts à l'université de Nairobi;
- professeur d'histoire, directeur de recherche et coordinateur de l'enseignement supérieur à l'université Kenyatta;
- professeur d'histoire à l'université de Maseno;
- président fondateur de l'Historical Association of Kenya;
- 1er directeur du Louis Leakey Memorial Institute for African pre-history;
- chairman (« président ») du département d'histoire au University College de Nairobi, où il rédigeât puis présidât le comité surveillant la production du Volume V de History of Africa édité par l'UNESCO dont il fut un membre permanent de 1987 à 1991 pour le Kenya[3].

Depuis le 18 juin 2003, il est le chancelier de l'université Moi d'Eldoret.

### Vie privée
En 1959, il épouse la future écrivaine Grace Emily Akinyi avec laquelle il a quatre enfants.

## Récompenses
- Arts Research Prize du Makerere University College ;
- Sir Henry Jones Memorial prize en philosophie de l'université de St Andrews ;
- Distinguished Africanist Award (2001) Reconnaissance annuelle de l'African Studies Association récompensant des services et études promotionnant l'Afrique ;
- Docteur honoris causa de l'université Kenyatta.

## Ouvrages didactiques

### Comme auteur
- Bethwell A. Ogot et F.B. Welbourn (1966), A Place to Feel at Home (une étude sur 2 églises indépendantes de l'ouest du Kenya) ;
- Bethwell A. Ogot (1967), History of the Southern Luo, Volume I : Migration and Settlement, 1500-1900, East African Publishing House, Nairobi, collection : Peoples of East Africa (apparemment le Volume II n'a jamais été publié), (OCLC 468647323) ;
- Bethwell A. Ogot, Toyin Falola et E. S. Atieno Odhiambo (2002), The Challenges of History and Leadership in Africa, Africa World Press, Trenton N.J., 684 p. (OCLC 50002905),  (ISBN 978-1-59221-005-3) ;
- Bethwell A. Ogot (2006), My Footprints in the Sands of Time (une autobiographie), Trafford Publlishers, Victoria B.C., 540 p. (OCLC 52285155),  (ISBN 978-1-41200-340-7).

### Comme auteur et éditeur
- Bethwell A. Ogot (19??) East Africa, Past and Present,
  - traduit en français : (1965) East Africa, Past and Present, Présence Africaine, Paris, 217 p. (OCLC 25952771) ;
- Bethwell A. Ogot et J.A. Kieran (1968 - réimpression après corrections en 1969), Zamani, a Survey of East African History, East African Publishing House Ltd, Nairobi, 407 p. (OCLC 123790227),  (ISBN 978-0-58260-272-4) ;
- Bethwell A. Ogot (1971) Politics and Nationalism in Colonial Kenya (débat de la conférence de 1971 à la Historical Association of Kenya - HADITH 4 (Nairobi: East African Publishing House) ;
- Bethwell A. Ogot et William R. Ochieng' (1995) Decolonization and Independence in Kenya, 1940-1993, James Currey, Londres, 270 p. (OCLC 26720046),  (ISBN 978-0-85255-705-1), lire en ligne.